# Allium pseudofraseri
Allium pseudofraseri är en amaryllisväxtart som beskrevs av Thaddeus Monroe Howard. Allium pseudofraseri ingår i släktet lökar, och familjen amaryllisväxter. Inga underarter finns listade i Catalogue of Life.